# Makkay Domokos
Makkay Domokos (Gyergyószentmiklós, 1896. július 26. – Marosvásárhely, 1975. április 26.) romániai magyar politikus, politikai író.

## Élete és pályafutása
A marosvásárhelyi Római Katolikus Gimnáziumban érettségizett, jogi tanulmányait Kolozsváron kezdte, doktorátust Szegeden szerzett 1920-ban. Ügyvédi gyakorlatot folytatott szülővárosában, ahol a Székely Szó társszerkesztője volt 1920 és 1922 között. Cikkeit a Zord Idő, Napkelet, Keleti Újság, Brassói Lapok közölte. Az OMP vezetőségi tagja, de mint a Krenner-féle reformcsoport híve szembekerült a pártvezetőséggel. A Iorga-kormány idején Gyergyószentmiklós „interimár” – vagyis ideiglenes – polgármestere volt 1931–32-ben, bevezetve a helyi papírpénz-asszignatákat városi munkálatok fizetésére. Barátság fűzte Kacsó Sándorhoz.
Az általa alapított Magyar Gazdasági Szövetség önálló kísérletet tett a román demokrata körökkel való együttműködésre abban a regionális-transzilvanista szellemben, melyet Erdélyi káté című füzetében már pályája kezdetén így fejezett ki: „Erdély szíve hármas kebelben ver, Erdély nyelve a három nemzetiségi nyelv, az erdélyi ember három nyelven beszél, háromnak szívével érez!” A Horthy-rendszer idején társadalmilag háttérbe szorították, 1945-től Marosvásárhelyen, Galócáson, Csíkszeredában, Erdőszentgyörgyön, végül szülővárosában üzemi jogtanácsos volt. Halálos autószerencsétlenség érte.

## Kötete
- Erdélyi káté. Gondolkozó emberek számára (Gyergyószentmiklós; 1922).